# Valeriu Traian Frențiu
Boldog Valeriu Traian Frențiu (Resica, 1875. április 25. – Máramarosszigeti börtön, 1952. július 11.) román görögkatolikus pap, lugosi, majd nagyváradi görögkatolikus püspök, vértanú.

## Pályafutása
Apja, Ioachim Frențiu görögkatolikus pap volt, anyja Demeter Rozália. Iskoláit szülővárosában kezdte, majd a balázsfalvi görögkatolikus gimnáziumban folytatta, ahol 1894-ben érettségizett. 1894–1898 között Budapesten tanult teológiát. 1898. szeptember 28-án szentelték pappá Budapesten. Teológiai tanulmányait a bécsi Augustineum intézetben folytatta, és ezzel párhuzamosan a Bécsben szolgáló román katonák gyóntatójaként működött. 1902-ben doktori fokozatot szerzett.
1902 és 1904 között a lugosi egyházmegyében dolgozott levéltárosként, könyvtárosként és konzisztóriumi aljegyzőként. 1904-ben Szászvárosba került esperesnek, ahol 14 plébánia és filia tartozott hozzá. 1912 elején hátszegi püspöki vikárius lett.

### Püspöki pályafutása
1912. november 4-én lugosi püspökké nevezték ki, pápai megerősítést december 14-én kapott X. Piusztól. 1913. január 14-én a balázsfalvi székesegyházban szentelte püspökké Victor Mihaly de Apșa fogaras-gyulafehérvári érsek, Demetriu Radu nagyváradi és Vasile Hossu kolozsvár-szamosújvári görögkatolikus püspök segédletével. Az első világháború idején nagy nehézségek között, de bölcsen kormányozta egyházmegyéjét, ezért XV. Benedek pápa gróffá és pápai trónállóvá nevezte ki 1920. december 18-án. 

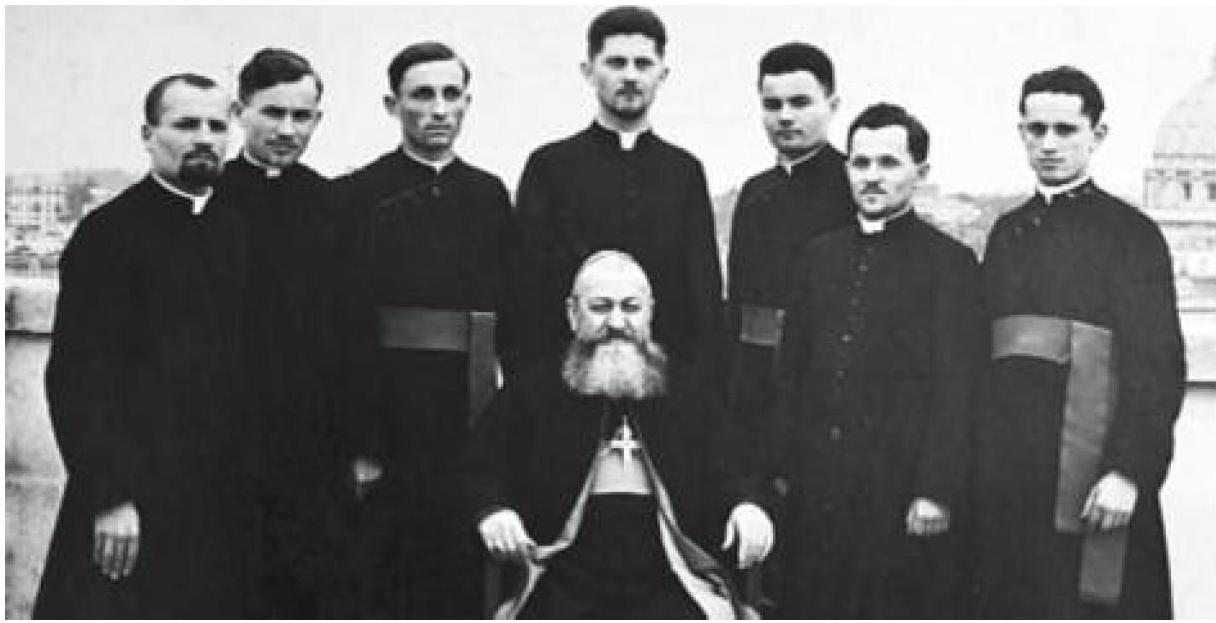
Frențiu püspök (ülő), papok körében

1922. január 17-én nagyváradi görögkatolikus püspökké nevezték ki, február 25-én erősítették meg. XI. Piusz pápa a Vatikánban fogadta Iuliu Hossu, Vasile Suciu, Valeriu Traian Frențiu és Alexandru Nicolescu püspököket. Frențiu fejezte be 1922–1924 között a nagyváradi Teológiai Akadémia építtetését. 1924-ben megalapította a nagyváradi Vestitorul (Hírnök) újságot. Egyházmegyéjében letelepítette a ferences, asszumpcionista és az Iskola Testvérek rendek tagjait. Több teológiai tankönyvet is kiadott. Saját költségén 14 templomot építtetett, és további húsznak az építését támogatta. 1934-ben joghatósága alá kerültek a Hajdúdorogi egyházmegye Romániához csatolt parókiái. 1938-ban családi sírkápolnát emeltetett a nagyváradi Rulikowski temetőben. A második bécsi döntés után szót emelt Észak-Erdély visszacsatolása ellen, ezért el kellett hagynia Magyarországot.
1941-ben Alexandru Nicolescu mitropolita halála után kinevezték a Fogaras-Gyulafehérvári főegyházmegye apostoli adminisztrátorának. 1947-ben visszatért Nagyváradra.
1948-ban a román görögkatolikus egyházat betiltották, templomait a román ortodox egyháznak adták, és a püspököket is megpróbálták rábírni az áttérésre. Július 24-én az öt görögkatolikus püspök körlevelet adott ki A görög katolikus egyház papjai és hívei. Ennek az órának a tanúságtétele címmel. Miután szeptember 17-én egy kormányrendelet ötről kettőre csökkentette a görögkatolikus püspökök számát, és egy másik aznapi rendelettel Frențiut is eltávolították hivatalából, a többi katolikus püspökhöz hasonlóan a kultuszminisztérium értesítette, hogy a továbbiakban nincs joga képviselni az egyházmegyét. Október 7-én a többi püspökkel együtt beadványt intézett a köztársaság elnökségéhez és Petru Groza miniszterelnökhöz.
Október 28-án letartóztatták, és az öt másik görögkatolikus püspökkel együtt Dragoslavelébe, majd a Căldărușani kolostorba hurcolták. 1950-ben Máramarosszigetre vitték. Számos más román és magyar értelmiségivel és egyházi vezetővel együtt politikai fogolyként tartották fogva a máramarosszigeti börtönben, és ott is hunyt el a megpróbáltatások következtében. A román kommunista rendszer áldozatai közé tartozik.
A máramarosszigeti Szegények temetőjében földelték el jeltelen sírba, melynek pontos helye ma is ismeretlen. Fogva tartása eljárás és elítélés nélkül történt.

## Emlékezete

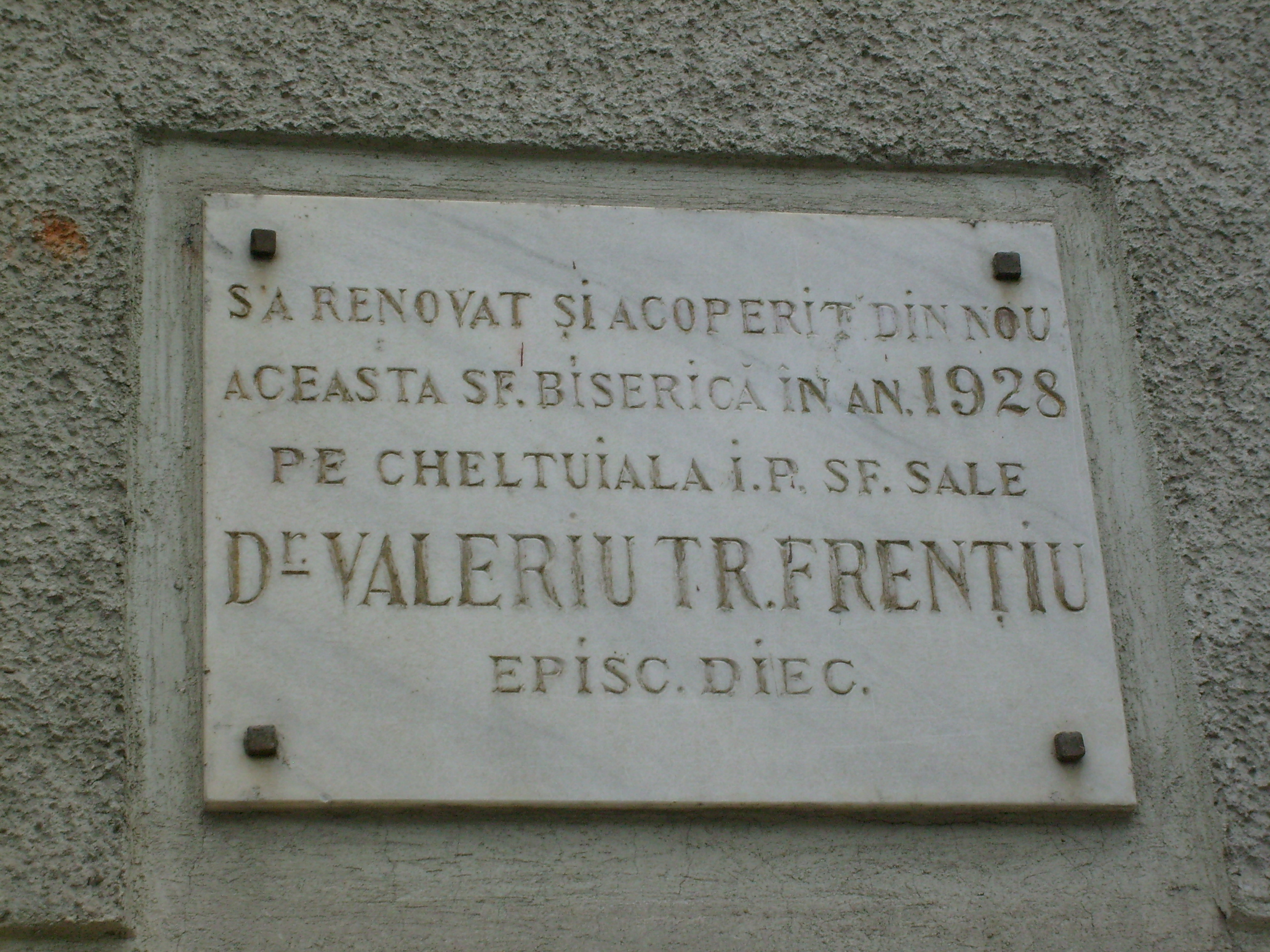
Emléktáblája a belényesi görögkatolikus templomon, annak 1928-as felújítása alkalmából
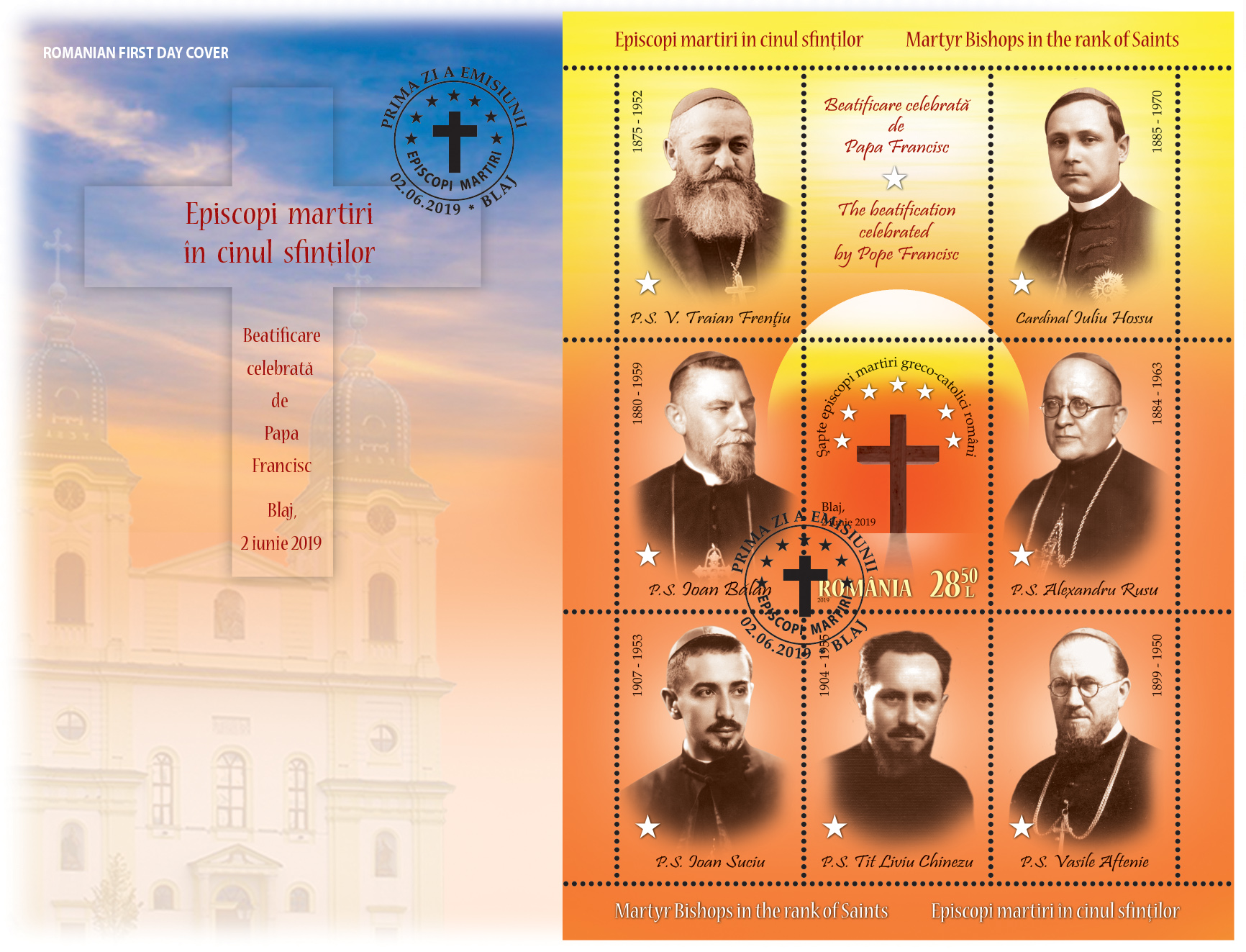
Valeriu Traian Frențiu és vértanútársai a boldoggáavatás emlékére kiadott bélyegblokkon

A vértanú görögkatolikus püspökök boldoggá avatását 1994-ben kezdeményezte a román görögkatolikus egyház. Ferenc pápa 2019. március 19-én jóváhagyta Valeriu Traian Frențiu és hat társa boldoggá avatási dekrétumát. A pápa romániai látogatása alkalmával, 2019. június 2-án a balázsfalvi Szabadság mezején avatta őket boldoggá.